# 203-мм гаубица образца 1931 года (Б-4)

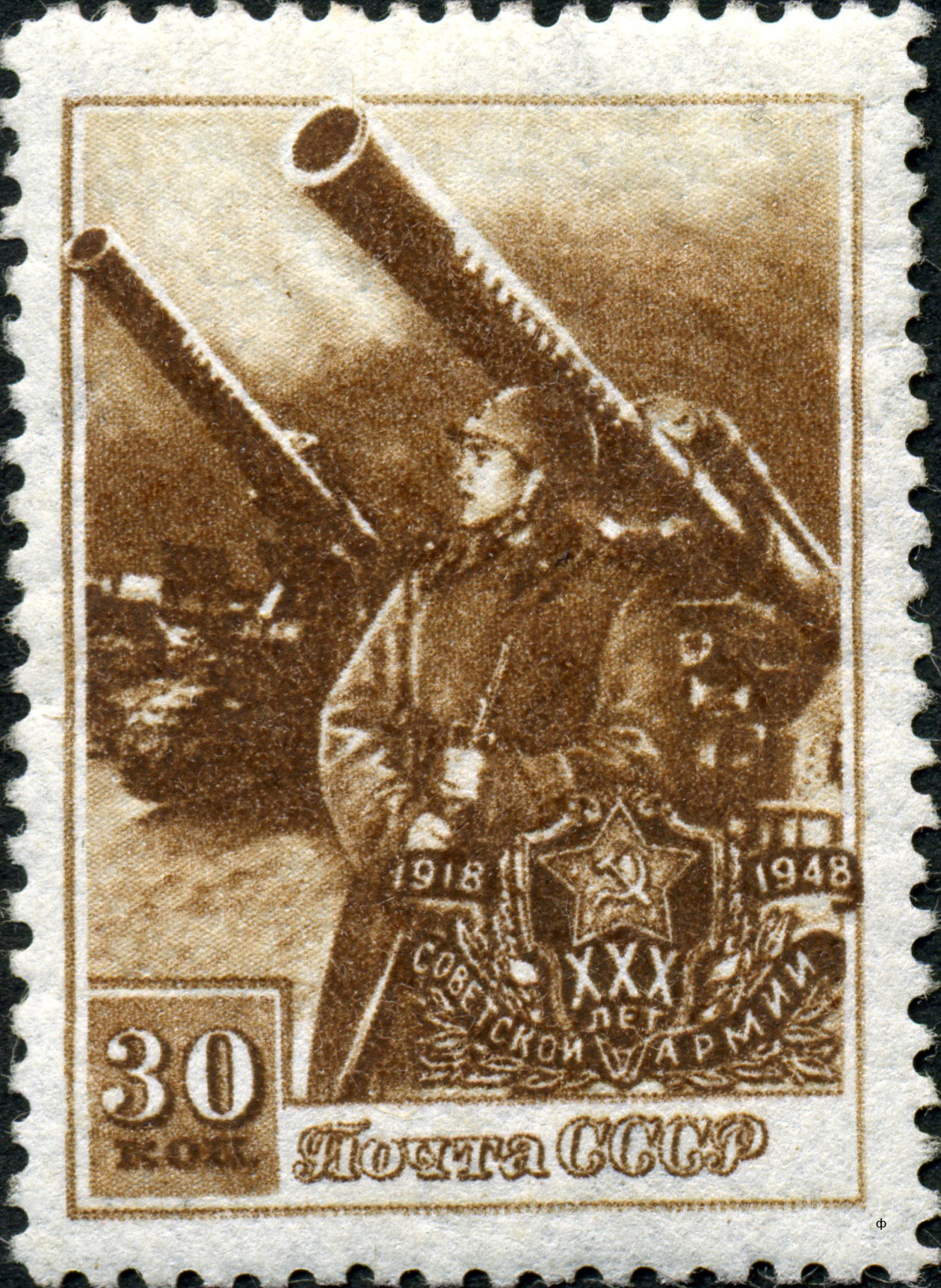
Б-4, советская артиллерия, 30 лет Советской Армии, марка почты СССР

Б-4 (индекс ГАУ — 52-Г-625) — советская гаубица большой (особой) мощности калибра 203,2 мм (8 дюймов). Полное официальное название орудия — 203-мм гаубица образца 1931 года. Во время Советско-финской войны это орудие использовалось для разрушения ДОТов и ДЗОТов линии Маннергейма. За это финны прозвали гаубицу «кувалдой Сталина». Она активно и успешно использовалось во Второй мировой войне. Благодаря мощности, превосходной баллистике 1—12 переменных зарядов и углу возвышения 60° обеспечивался выбор оптимальной траектории для поражения разнообразных целей. 203-мм гаубица образца 1931 г. оправдала все возлагавшиеся на неё надежды. Она успешно использовалась и при прорыве укреплённых полос, и при штурме крепостей, и в уличных боях в больших городах, а после окончания Великой Отечественной войны она долго состояла на вооружении Советской Армии как в буксируемом варианте, так и на самоходном лафете.

## История создания
В ноябре 1920 года при Артиллерийском комитете (Арткоме), который возглавлял Р. А. Дурляхов, было создано Артиллерийское конструкторское бюро под руководством Ф. Ф. Лендера. Ему в январе 1926 года поручили разработку проекта «203-мм гаубицы большой досягаемости». После смерти Ф. Ф. Лендера проект передали на завод «Большевик».
11 декабря 1926 года на заседании Арткома вынесено решение: «Поручить КБ Арткома в 46 месячный срок разработать проект 203-мм гаубицы большой досягаемости…» Письмом № 51225/12Я5 от 22 марта 1927 г. АК предписал КБ «Арткома» составить общие проекты 122-мм корпусной пушки, 203-мм гаубицы АРГК и 152-мм пушки АРГК.
Проект гаубицы был закончен 16 января 1928 г. в двух вариантах: с дульным тормозом и без него. Тела орудий и баллистика в обоих вариантах были одинаковы. Предпочтение было отдано стволу без дульного тормоза.
Рабочие чертежи качающейся части гаубицы были разработаны КБ «Арткома», а рабочие чертежи станка лафета на гусеничном ходу КБ завода «Большевик». Первый опытный образец 203-мм гаубицы Б-4 был изготовлен на заводе «Большевик» в начале 1931 г. В июле — августе 1931 г. на НИАПе проведены стрельбы с целью подбора зарядов к Б-4. После длительных полигонных и войсковых испытаний в 1933 г. гаубица была принята на вооружение Красной Армии под обозначением 203-мм гаубица обр. 1931 г.

## Производство
Производство было организовано одновременно на двух заводах («Большевик» и «Баррикады»). Если первый начал выпуск гаубиц в 1932 году (к 6 марта 1933 года в войска было передано 7 орудий), то у второго все сложилось иначе: на заводе «Баррикады» возникли сложности. В 1933 году этот завод предъявил к сдаче лишь одну гаубицу, но и её не смогли сдать до конца года. Первые две гаубицы Б-4 завод «Баррикады» сдал в 1-м полугодии 1934 года. В 1940 году к производству был привлечён Новокраматорский завод, которому установили годовой план в 25 гаубиц, в то время как для завода в Сталинграде он был больше в 10 раз.
Рабочие чертежи гаубицы изменяли на каждом заводе, приспосабливаясь к технологическим возможностям. В результате на вооружение стали поступать практически две различные гаубицы. В 1937 году отработали единые чертежи не изменением конструкции, а компоновкой отдельных деталей и узлов, уже проверенных в производстве и эксплуатации. Единственное новшество состояло в постановке на гусеничный ход, допускавший стрельбу непосредственно с грунта без специальных платформ. Но полной унификации гаубиц производства заводов «Большевик» и «Баррикады» добиться не удалось.
| Производитель                | 1933 | 1934 | 1935 | 1936 | 1937 | 1938 | 1939 | 1940 | 1941 | 1942 | Всего |
| ---------------------------- | ---- | ---- | ---- | ---- | ---- | ---- | ---- | ---- | ---- | ---- | ----- |
| Большевик/№ 232 (Ленинград)  | 19   | 60*  | 13   | 12   | 42   | 49   | 48   |      |      |      | 243   |
| Баррикады/№ 221 (Сталинград) |      | 15   |      |      |      | 75   | 181  | 165  | 300  | 3    | 739   |
| НКЗ (Краматорск)             |      |      |      |      |      |      |      | 3    | 26   |      | 29    |
| Всего                        | 19   | 75   | 13   | 12   | 42   | 124  | 229  | 168  | 326  | 3    | 1011  |

*Кроме того была изготовлена одна качающаяся часть орудия для установки в СУ-14.
| Производитель                | 1-е полугодие | июль | август | сентябрь | октябрь | Всего |
| ---------------------------- | ------------- | ---- | ------ | -------- | ------- | ----- |
| Баррикады/№ 221 (Сталинград) | 210           | 30   | 30     | 21       | 9       | 300   |
| НКЗ (Краматорск)             | 11            | 5    | 5      | 5        |         | 26    |
| Всего                        | 221           | 35   | 35     | 26       | 9       | 326   |

Всего с 1933 по 1942 выпустили 1011 гаубиц Б-4, из них 31 — малой мощности.

## Организационно-штатная структура
Согласно утверждённому в августе 1939 года мобилизационному плану предполагалось иметь в Артиллерии резерва Главного Командования 17 гаубичных артиллерийских полков большой мощности (гап б/м) по 36 гаубиц калибра 203 мм с численностью личного состава в каждом 1374 человека. Из них 13 полков должны были иметь двойное развёртывание. Однако из-за нехватки материальной части, августе — сентябре 1939 года удалось сформировать всего 21 полк. В декабре 1939 года 331-й ГАП БМ РГК передал всю свою матчасть в отправлявшийся на советско-финляндскую войну 137-й полк, получив взамен 152-мм МЛ-20. К началу 1940 года полков осталось 20, из них Б-4 были вооружены только 19. Распределение полков по округам на 04.04.1940 выглядело так:
- ЛВО — 2 гап б/м (108, 402)
- БОВО — 1 гап б/м (318)
- КОВО — 4 гап б/м (324, 330, 168, 137)
- ОдВО — 4 гап б/м (403, 430, 110, 120*)
- МВО — 1 гап б/м (522)
- СКВО — 1 гап б/м (138)
- ЗакВО — 2 гап б/м (136, 350)
- СибВО — 1 гап б/м (544)
- ЗабВО — 1 гап б/м (106)
- 1 ОКА — 2 гап б/м (199, 549)
- 2 ОКА — 1 гап б/м (550)

Общая потребность в орудиях (612 единиц) покрывалась полностью, для покрытия потребности военного времени планировалось произвести ещё 571 гаубицу.
Согласно последнему предвоенному штату в полку должно было состоять 24 орудия. Однако некоторые полки имели дополнительную матчасть для формирования полков второй очереди.
На 1 января 1941 года на балансе ГАУ КА находилась 651 гаубица, из которых 41 требовала текущего ремонта, 22 заводского и 1 подлежала списанию.
В первые месяцы 1941 года были сформированы ещё три ГАП БМ — 4-й, 5-й и 191-й.
На 22 июня 1941 года в РККА числилось 836 гаубиц, 794 из которых находились в войсках и 42 — на складах. К началу войны ими были вооружены 22 гаубичных артиллерийских полка большой мощности РГК:
ЛВО — 1 (108)
ПОВО — 2 (110, 402)
ЗОВО — 3 (5, 120*, 318)
КОВО — 4 (4, 168, 324, 330)
ОдВО — 3 (137, 430, 522)
ХВО — 1 (191)
СКВО — 1 (138)
ЗакВО — 2 (136, 350)
МВО — 1 (403)
СибВО — 1 (544)
ЗабВО — 1 (106)
ДВФ — 3 (199, 549, 550)
*имел на вооружении старые 203-мм английские гаубицы Mark VI
Кроме того, 10 полков второй очереди формировались на базе существующих после начала мобилизации (515-й и 527-й (ОдВО), 519-й (ЛВО), 526-й и 529-й (КОВО), 537-й и 612-й (ЗОВО), 440-й (СКВО), 486-й (СибВО), 590-й (МВО)).
К концу ВОВ в артиллерии РВГК КА состояло 30 габр БМ и 4 гап БМ. Дополнительно для войны с Японией в мае 1945 года на Дальнем Востоке в Приморской группе войск были созданы ещё две такие бригады.

## Боевое применение

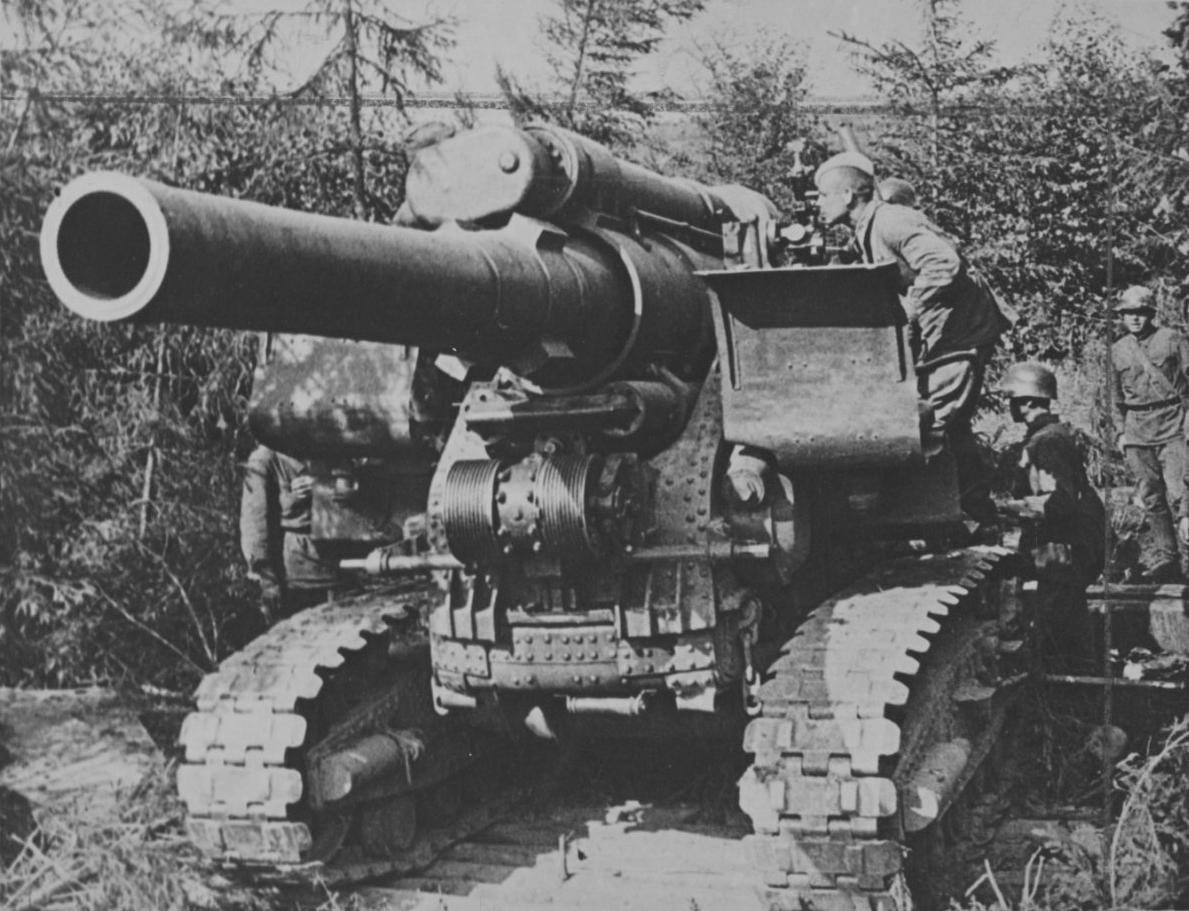
Советские артиллеристы готовят к выстрелу 203-мм гаубицу Б-4, 1941 г.

Гаубицы Б-4 принимали участие в Финской войне. На 1 марта 1940 года на финском фронте имелось 142 гаубицы Б-4. За время войны было потеряно или выведено из строя 4 гаубицы Б-4. Советские солдаты окрестили её «карельским скульптором» (из-за своей мощности при стрельбе по финским ДОТам снаряды Б-4 превращали их в причудливую мешанину кусков бетона и железной арматуры). Финские солдаты назвали её «кувалда Сталина» за её разрушительность.
К началу Великой Отечественной войны гаубицы Б-4 были только в гаубичных артиллерийских полках большой мощности РВГК.
Вечером 25 июня 1941 года 11-я танковая дивизия немецкой армии ворвалась в Дубно, где захватила 23 203-мм гаубицы Б-4 формирующегося 529-го артиллерийского полка РГК. С 22 июня по 1 декабря 1941 года было потеряно 75 гаубиц Б-4, в то же время от промышленности поступило 105 гаубиц. В 1942 году было потеряно 42 гаубицы, а в 1943 ещё одна.

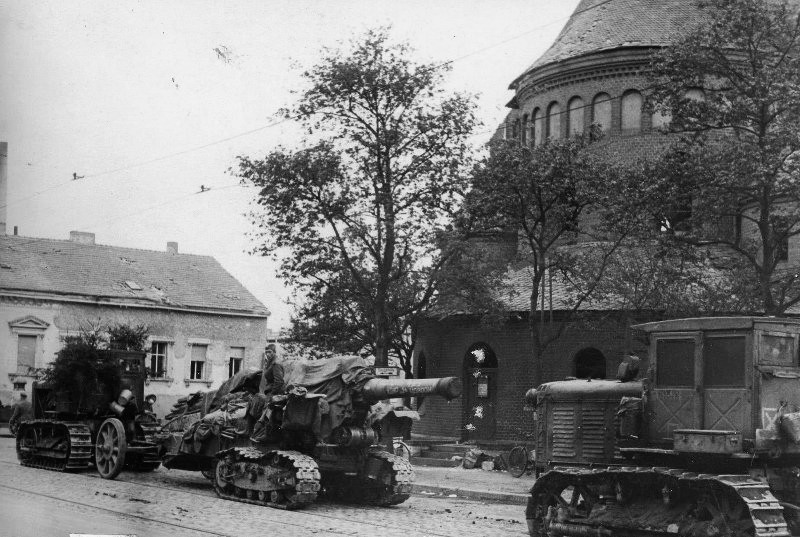
Гаубица входит в Берлин, апреля 1945 г.

После начала Великой Отечественной войны часть гаубичных артиллерийских полков большой мощности РВГК были отведены в тыл. С марта 1942 года на базе существующих полков начали формироваться новые. Фактически 24-х орудийный полк разделялся на два полка. По новой организации полк состоял из 6 батарей по 2 орудия.
Орудия достаточно активно применялись в течение 1942 года на всех фронтах. В апреле 1943 года начался процесс формирования бригад БМ, которые объединяли два полка. В какой-то степени происходило возвращение к довоенной организации: 12 батарей по 2 орудия.
Некоторое количество гаубиц Б-4 было захвачено немцами. Часть из них поступила на вооружение германской армии под названием 20,3-см Н.503(r). К марту 1944 года на Восточном фронте у немцев имелось 8 гаубиц 20,3-см Н.(r), выстрелы к которым комплектовались из советских 203-мм бетонобойных снарядов Г-620 и немецких зарядов. Также гаубицы использовались в береговой обороне.
Снаряды Б-4 представляли собой значительную угрозу не только для укреплений противника, но и для его бронетехники, включая тяжёлую. В ходе Курской битвы один из действовавших в районе станции Поныри «Фердинандов» был уничтожен огнём Б-4. Прямое попадание 100-килограммового фугасного снаряда в верхний броневой лист рубки привело к полному разрушению тяжелобронированной машины.

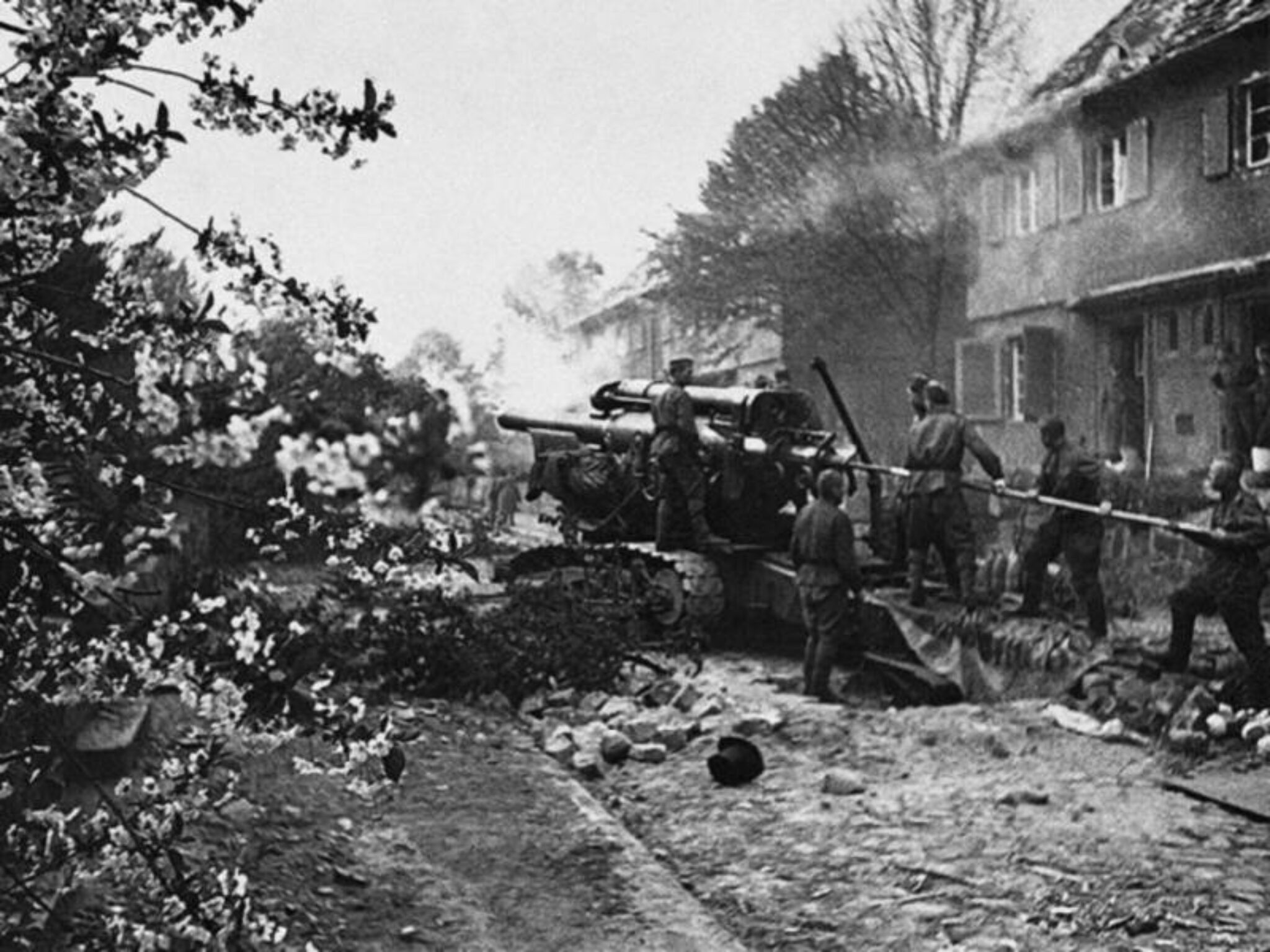
Б-4 бьет прямой наводкой, Берлин 1945

Стрельба прямой наводкой из гаубиц Б-4 никакими правилами стрельбы не предусмотрена, но, тем не менее, такая стрельба велась. Например, стрельбой прямой наводкой батареи 203-мм гаубиц под командованием гвардии капитана И. Ведмеденко был сильно повреждён (но не уничтожен) мощный советский дот, захваченный финнами. За нештатную стрельбу прямой наводкой Ведмеденко присвоили звание Героя Советского Союза. 
Также гаубицы стреляли прямой наводкой в уличных боях за Берлин.

## Бригады, полки, дивизионы, вооружённые Б-4

### Полки
1. 108-й гаубичный артиллерийский полк большой мощности
2. 110-й гаубичный артиллерийский полк большой мощности им. К. Е. Ворошилова
3. 137-й гаубичный артиллерийский полк большой мощности
4. 318-й гаубичный артиллерийский полк большой мощности
5. 330-й гаубичный артиллерийский полк большой мощности (46 штук Б-4 на 22.06.1941)
6. 400-й гаубичный артиллерийский полк большой мощности
7. 402-й гаубичный артиллерийский полк большой мощности
8. 403-й гаубичный артиллерийский полк большой мощности
9. 406-й гаубичный артиллерийский полк большой мощности
10. 409-й гаубичный артиллерийский полк большой мощности
11. 420-й гаубичный артиллерийский полк большой мощности
12. 515-й гаубичный артиллерийский полк большой мощности
13. 519-й гаубичный артиллерийский полк большой мощности
14. 529-й гаубичный артиллерийский полк большой мощности
15. 229-й корпусной тяжёлый артиллерийский полк (один дивизион) (с 1936 по 1939 — 56-й корпусной тяжёлый артполк большой мощности)

### Бригады
1. 101-я гаубичная артиллерийская Владимир-Волынская ордена Богдана Хмельницкого II степени бригада большой мощности РГК.
2. 102-я гаубичная артиллерийская ордена Кутузова II степени бригада большой мощности РГК. Сформирована 23 апреля 1943 г. на базе 1020-го и 1191-го гаубичных артиллерийских полков. Командир — с июня 1944 г. полковник Павликов Виктор Григорьевич (недоступная ссылка). Награждена 22 октября 1944 г. орденом Кутузова 2-й степени за прорыв обороны противника под Ригой. Объявлены благодарности Верховного Главнокомандующего 27 июня 1944 г. за взятие Орши и 8 октября 1944 г. за прорыв обороны противника под Шауляем.
3. 103-я гаубичная артиллерийская ордена Суворова II степени бригада большой мощности РГК.
4. 104-я гаубичная артиллерийская Пражская Краснознамённая ордена Суворова II степени бригада большой мощности РГК. Сформирована в апреле 1943 г. Командир — с сентября 1944 г. полковник Соломиенко Павел Мамонтович. Присвоено в 1944 г. почётное наименование Пражская за взятие предместья Варшавы Праги. Награждена в марте 1945 г. орденом Красного Знамени за прорыв обороны противника на плацдарме на реке Висла. Награждена в 1945 г. орденом Суворова 2-й степени за уничтожение противника юго-восточнее Берлина.
5. 105-я гаубичная артиллерийская Сивашская Краснознамённая ордена Кутузова II степени бригада большой мощности РГК. Сформирована в апреле 1943 г. на базе 1021-го и 1154-го гаубичных артиллерийских полков. Командир — с ноября 1943 г. полковник Лупаков Николай Фёдорович (ранен в бою 12 февраля 1945 г., умер от ран 25 февраля 1945 г.). Присвоено в 1944 г. почётное наименование Сивашская и награждена орденом Красного Знамени за освобождение Севастополя. Участвовала во взятии Запорожья и Секешфехервара. Награждена 5 апреля 1945 г. орденом Кутузова 2-й степени за взятие Будапешта.
6. 107-я гаубичная артиллерийская ордена Александра Невского бригада большой мощности РГК. В августе 1945 г. участвовала в войне с Японией в составе 5 армии 1 Дальневосточного фронта.
7. 108-я гаубичная артиллерийская Тарнопольская Краснознамённая орденов Кутузова II степени и Богдана Хмельницкого бригада большой мощности РГК.
8. 109-я гаубичная артиллерийская Будапештская бригада большой мощности РГК.
9. 112-я гаубичная артиллерийская Эльбингская Краснознамённая ордена Кутузова II степени бригада большой мощности РГК. Сформирована в 1944 г. Командиры — с марта 1945 г. полковник Кулешов Георгий Петрович, подполковник Семёнов. Курская область. В бригаде было 13 гаубиц, сформирована в июне 1943 г. на базе 318-го и 1022-го гаубичного артиллерийского полков. Присвоено почётное наименование Эльбингская за взятие Эльбинга. Участвовала во взятии Данцига.
10. 119-я гаубичная артиллерийская бригада большой мощности резерва главного командования. [Журнал боевых действий, с.180]
11. 120-я гаубичная артиллерийская Грудзяндская Краснознамённая орденов Суворова II степени и Кутузова II степени бригада большой мощности РГК.
12. 121-я гаубичная артиллерийская Новгородская Краснознамённая орденов Суворова II степени, Кутузова II степени и Александра Невского бригада большой мощности РГК. Сформирована в 1943 г. на базе 430-го и 1197-го гаубичных артиллерийских полков. Командир — с января 1944 г. полковник Соловьёв Василий Петрович. Присвоено в 1944 г. почётное наименование Новгородская за взятие Новгорода. Участвовала во взятии Грудзёндза и Данцига.
13. 124-я гаубичная артиллерийская Пражская ордена Богдана Хмельницкого бригада большой мощности РГК. Сформирована в 1943 г. на базе 350-го и 1150-го гаубичных артиллерийских полков. Командиры — с сентября 1943 г. полковник Ляске Георгий Константинович и (с сентября 1944 г.) полковник Гутин Григорий Львович[3]. Присвоено в 1944 г. почётное наименование Пражская за взятие предместья Варшавы Праги. Участвовала во взятии Новороссийска, Кюстрина и в штурме рейхстага.
14. 163-я гаубичная артиллерийская ордена Кутузова II степени бригада большой мощности РГК. Сформирована в 1944 г. Командир — с января 1945 г. полковник Ракович Станислав Владиславович. Награждена в 1945 г. орденом Кутузова 2-й степени за взятие города и крепости Глогау. Участвовала во взятии города Хмельник.
15. 164-я гаубичная артиллерийская ордена Кутузова II степени бригада большой мощности РГК. Сформирована в 1944 г. Командир — полковник Олейников Родион Васильевич.
16. 184 гаубичная артиллерийская орденов Суворова II степени, Кутузова II степени бригада большой мощности РГК. Сформирована в 1944 г. на базе 550-го и 1194-го гаубичных артиллерийских полков. Командир — полковник Прозоров Пётр Григорьевич.

### Отдельные дивизионы
1. 34 отдельный арт. дивизион ОМ РГВК (бои за Берлин)

## Характеристики и свойства боеприпасов
- Заряжание: раздельное картузное, предусматривалось использовать полный и 11 переменных зарядов. При этом масса полного заряда составляла 15,0—15,5 кг пороха, а одного переменного — 3,24 кг.
- Номенклатура боеприпасов:
  - Фугасный снаряд Ф-625Д
  - Фугасный снаряд Ф-625 (с привинтной головкой)
  - Бетонобойный снаряд Г-620
  - Бетонобойный снаряд Г-620Т
  - Снаряд с ядерным зарядом. Вес 150 кг. Дальность стрельбы 18 км. До сих пор[когда?] на вооружении.
- Дульная скорость снаряда, м/с:
  - Фугасного Ф-625(Д): от 288 до 607
  - Бетонобойного: 607
- Масса фугасного снаряда Ф-625(Т), кг: 100
- Масса бетонобойного снаряда Г-625(Т), кг: 100—146

## Тактико-технические характеристики 203-мм гаубицы Б-4 большой мощности

### Ствол
- Калибр, мм: 203,2
- Длина ствола, мм/клб: 5087/25
- Длина канала, мм: 4894
- Длина нарезной части, мм: 3981
- Длина хода нарезов, клб: 20
- Число нарезов: 64
- Глубина нареза, мм: 2,0
- Ширина нареза, мм: 6,0
- Ширина поля, мм: 3,97
- Масса ствола с затвором, кг: 5200

### Лафет
- Угол ВН, град: 0—60°
- Угол ГН, град: ±4°
- Длина отката переменная, мм: 850—1400
- Высота линии огня, мм: 1920
- Ширина хода (на середине траков), мм: 1910
- Длина системы в боевом положении, мм: 9365
- Ширина системы в боевом положении, мм: 2490
- Ширина трака, мм: 460

### Массовая сводка
- Откатные части со стволом: 5440 кг
- Качающаяся часть: 7900 кг
- Лафет: 12 500 кг
- Система в боевом положении: 17 700 кг
- Масса лафетной повозки с передком: 13 800 кг

### Орудийная повозка Бр-10
- Масса пустой повозки, кг: около 5400
- Масса повозки Бр-10 со стволом, кг: около 10 600

#### Орудийная повозка с колёсами тракторного типа
- Масса повозки со стволом, кг: 9590

#### Орудийная повозка Б-29 (на гусеничном ходу)
- Масса повозки без ствола, кг: около 7700
- Масса повозки со стволом, кг: около 12 900

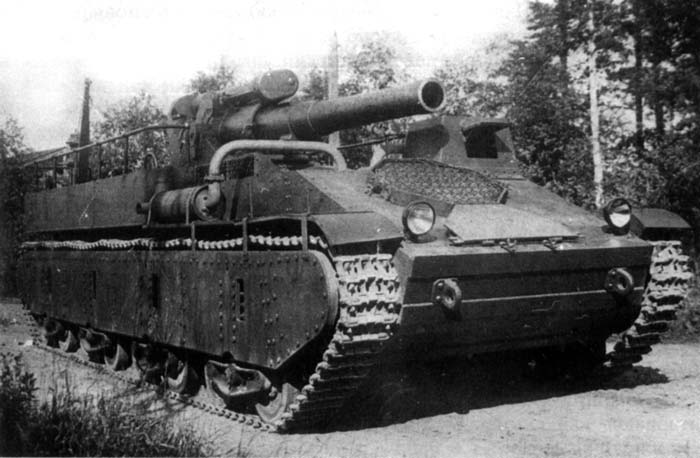
СУ-14 с 203-мм гаубицей Б-4

#### Эксплуатационные данные
- Расчёт, чел.: 15
- Скорострельность, выстр/мин: 0,5
- Скорость передвижения по дорогам, км/ч: 5—15
- Время перехода из походного положения в боевое в зависимости от грунта и времени года: от 45 минут до 2 часов.
- Тягач — «Ворошиловец» во время Великой Отечественной войны, АТ-Т в послевоенное время.

## Бывшие операторы
- СССР — перешли к России
- Россия — 40 единиц Б-4М на хранении, по состоянию на 2016 год[4]

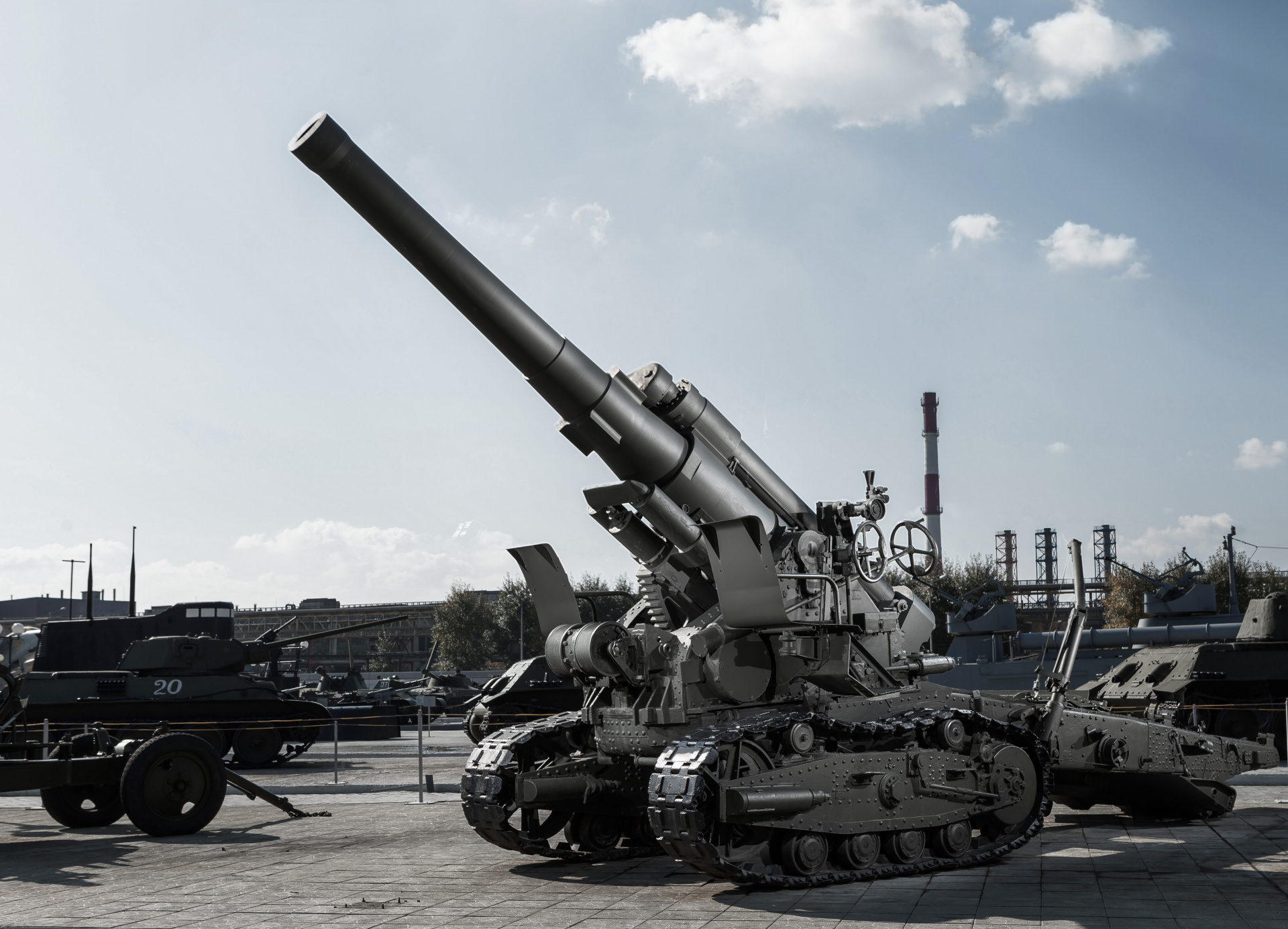
Б-4 в Музейном комплексе УГМК, Верхняя Пышма, Свердловская область

## Где можно увидеть
- В г. Севастополь, Сапун-гора
- В Музейном комплексе УГМК (г. Верхняя Пышма, Свердловская область) две единицы обр. 1932 г.: производства завода № 221 «Баррикады» и завода № 232 «Большевик»[5][6].
- В Чите в парке Дома офицеров на выставке «Аллея Славы».
- В Краснодаре, в парке 30-летия победы.
- В Новороссийске, в музее военной техники.
- Также имеется одна единица в Центральном музее артиллерии и ракетных войск в г. Санкт-Петербург.
- На Украине имеются единицы на территории Музея Второй мировой войны в Киеве и бывшего Сумского высшего военного артиллерийского училища, а также в Одессе в Мемориале 411-й береговой батареи.
- В городе Коломна МО в Мемориальном парке.

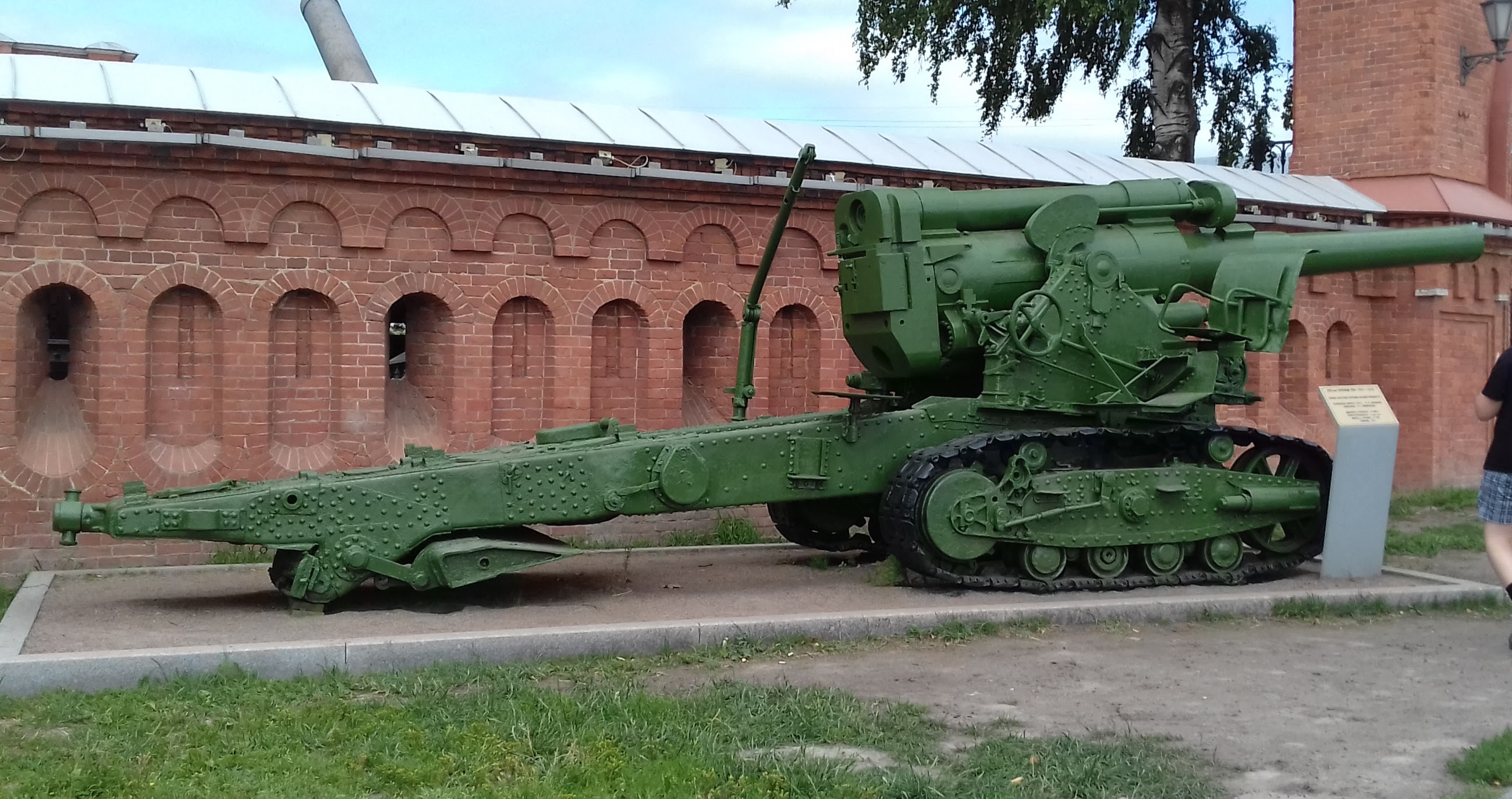
Б-4 в Музее артиллерии г. Санкт-Петербург, вид слева

- В Забайкальском крае, в краевом центре г. Чита, на территории Дома офицеров.Б-4 в Музее артиллерии г. Санкт-Петербург, вид слевав подмосковном музее рядом со станцией снегери 2 штуки - б2 и б4